# Nordgraben

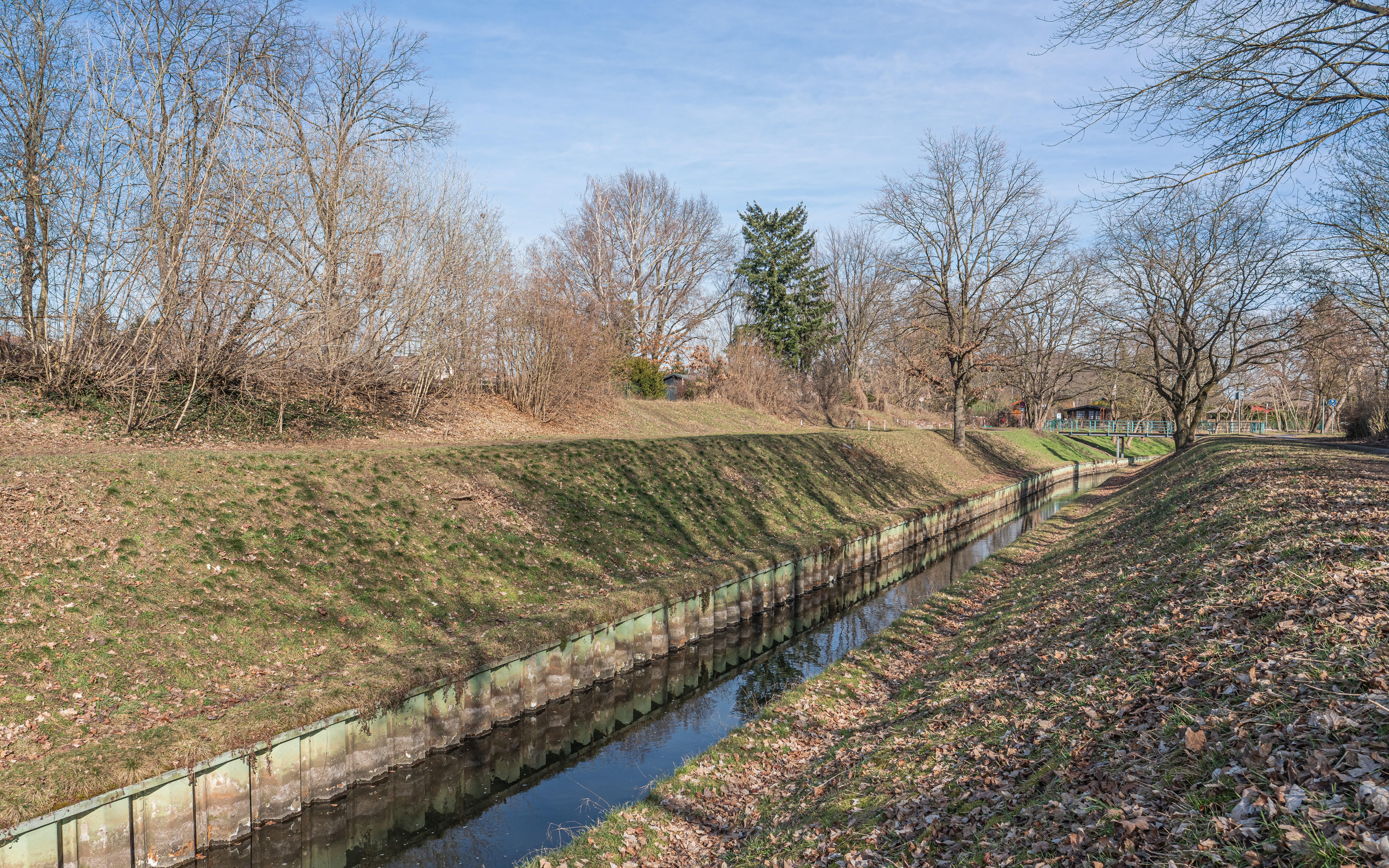
Der Nordgraben in Berlin-Tegel

Der Nordgraben ist ein Entwässerungsgraben im Norden der Stadt Berlin, der die Panke mit dem Tegeler See verbindet.

## Lage
Der Graben beginnt in der Nähe des S-Bahnhofs Blankenburg am Pankebecken südlich der Bahnhofstraße. Er verläuft durch die Berliner Ortsteile Französisch Buchholz, Blankenfelde, Rosenthal und bildet unter anderem die Grenze zwischen dem Märkischen Viertel und Wilhelmsruh. Der weitere Lauf führt durch Wittenau und Borsigwalde und endet in Tegel als ein Zufluss des Tegeler Fließes in den Tegeler See. Da er höhengleich geführt wird, schneidet er teilweise bis zu zehn Meter ins Gelände.

## Geschichte

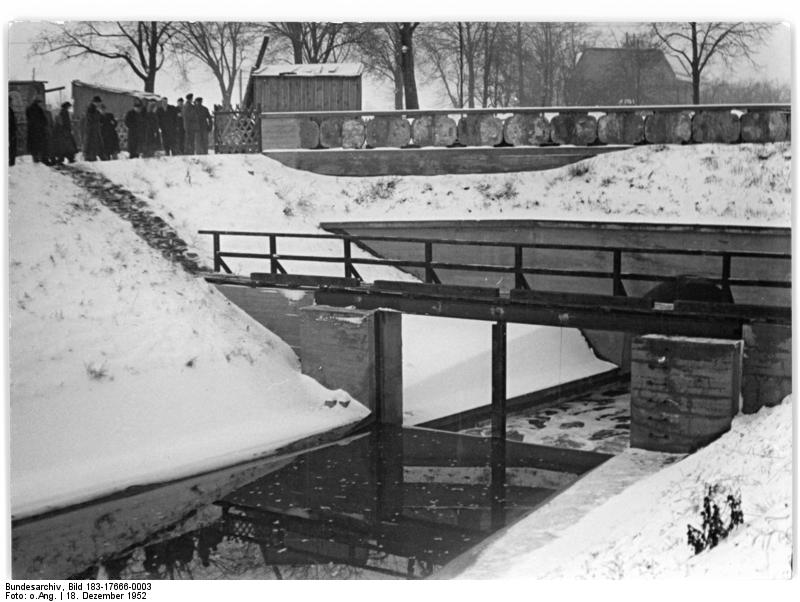
Der Graben im Winter 1952

Der Graben wurde zwischen 1927 und 1938 gebaut, um als Regenwasservorfluter den Wasserstand der Panke besser regulieren zu können. Insbesondere war die Zuführung von Rieselwasser in die Panke ein Grund des erhöhten Wasseraufkommens. Die bei starken Regenfällen überlastete Panke konnte durch diesen Graben entlastet werden. Gleichzeitig war der Nordgraben als Vorleistung für den geplanten Berliner Nordkanal konzipiert.
Allerdings hatte der Bau negative Auswirkungen auf den natürlichen Fluss des Grundwassers. Auch wurde der Grundwasserspiegel durch den Bau des Nordgrabens stark abgesenkt. Eine Grundwasserbeobachtungsstelle in Blankenfelde fiel seit 1938 trocken. Am 6. Juli 1980 stieg allerdings nach starken Regenfällen die Panke erneut über ihre Ufer. Durch Aufschichten von Sandsäcken wurden größere Schäden verhindert.

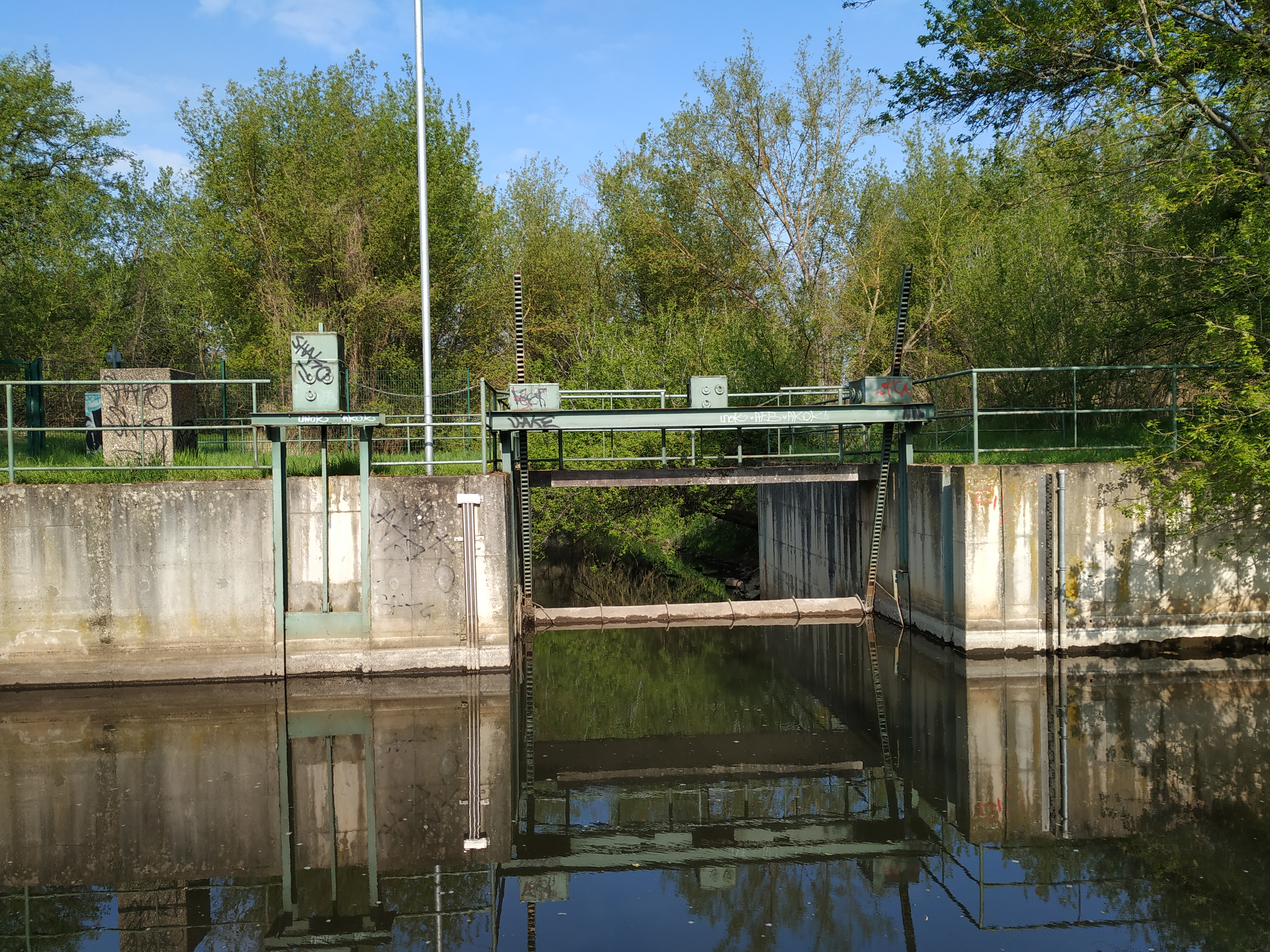
Beginn des Nordgrabens am Blankenburger Pankebecken mit dem Regulierungswehr

Als die Berliner Rieselfelder 1980 auf der Pankower Flur aufgegeben wurden, entfiel die Notwendigkeit des Nordgrabens und er verlor an Zufluss. Der Wasserstand wird seitdem wasserwirtschaftlich geregelt.
Der Nordgraben hat die Gewässernummer 5819692 im Berliner Gewässerverzeichnis.
Die Abflussgeschwindigkeit des Nordgrabens beträgt durchschnittlich ein Kubikmeter pro Sekunde.
Dem Nordgraben fließen noch einige kleinere Gräben zu. Der Zingergraben wird auf seinem ursprünglichen Lauf zur Panke unterbrochen, da der Nordgraben den Lauf durchschnitten hat. Die Zuflüsse zum restlichen (südlichen) Zingergraben gelangen allerdings über den nördlicheren Teil der Panke geleitet ebenfalls zum Beginn des Nordgrabens. Ebenso fließt Wasser von Lietzengraben und Kreuzgraben über die Panke zum Blankenburger Pankebecken und wird hier von der Wasserwirtschaft durch ein Wehr westlich von Blankenburg auf Nordgraben und Panke verteilt. Der Zingergraben findet eine neue Bedeutung durch den Zingergraben-Grünzug – einem Landschaftsschutzgebiet im Pankower Norden. Auf Wittenauer Gebiet münden der Packereigraben und der Kesselpfuhlgraben in den Nordgraben. Der Klärwerksableiter des Klärwerkes Schönerlinde entwässert ebenfalls in den Nordgraben.

## Verkehrslage

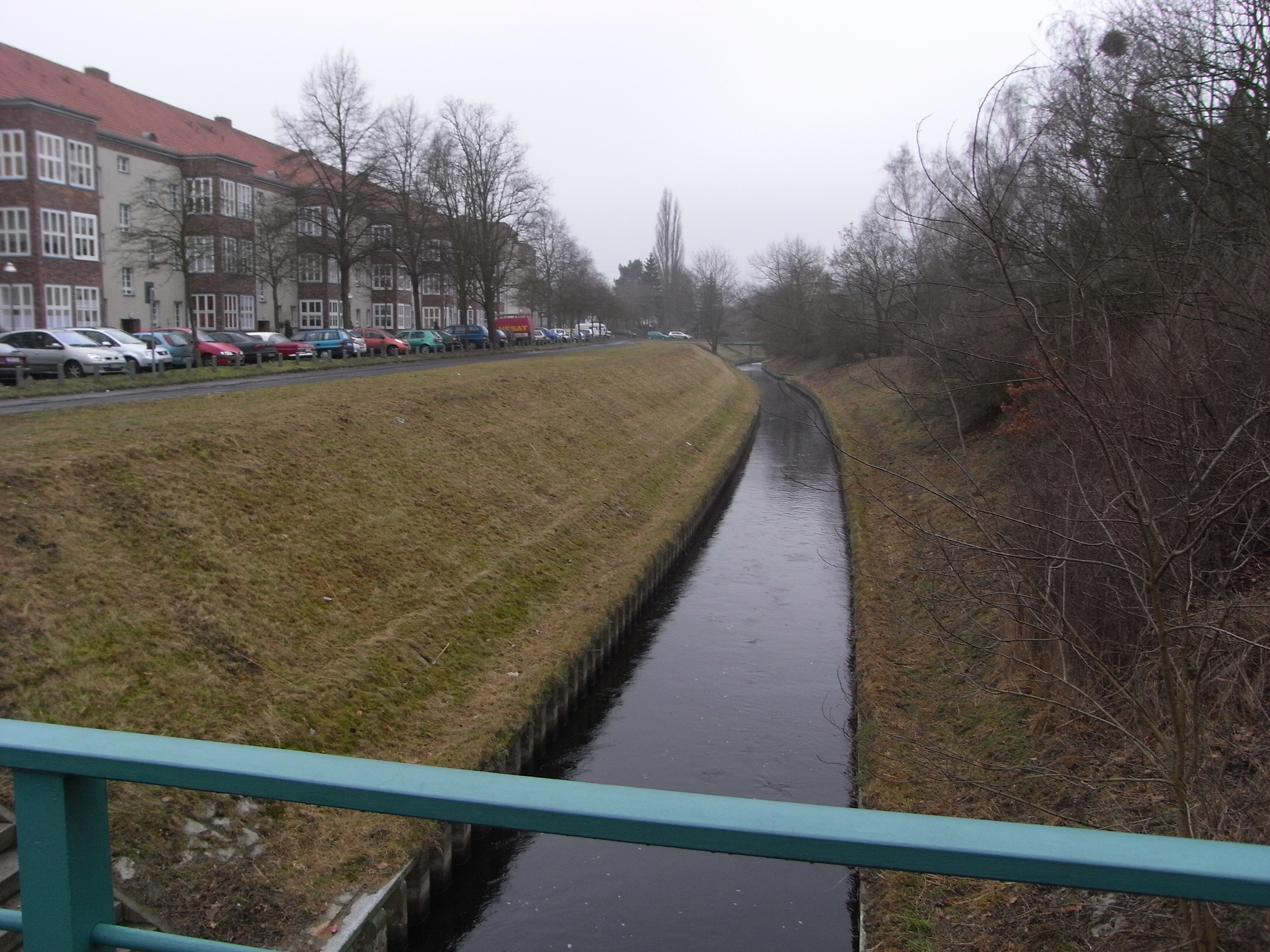
Auf Höhe Havelmüllerweg

Nach der deutschen Wiedervereinigung plante der Senat von Berlin mit dem Aufstellen des Berliner Flächennutzungsplans 1994 eine Entlastungsstraße im Norden (Nordtangente), die zu großen Teilen entlang des Nordgrabens verlaufen sollte. Das Projekt war insbesondere bei Umweltschützern stark umstritten, da es die noch vorhandenen rudimentären natürlichen Gebiete und die neu entstandenen Grünflächen belastet oder zerstört hätte. Andererseits entwickelte sich der Straßenverkehr im Norden seit der Maueröffnung erheblich und verläuft über Straßen, die für diese stärkere Belastung nicht vorgesehen waren. Im Jahr 2003 wurde auf die vorgesehene Nordverbindung zwischen Reinickendorf und Pankow mittels Änderung des Flächennutzungsplans verzichtet, als Grund wurde das gegenüber der Planung geringere Wachstum des Verkehrsaufkommens angegeben. 2008 erklärte der damalige Senat das Projekt offiziell für beendet.
Im Jahr 2005 wurde im Bezirk Pankow in Verlängerung der Straße Am Nordgraben ein Straßenanschluss für das Industriegelände Pankow-Park, der ehemaligen Fabrik Bergmann-Borsig, hergestellt. Diese Sackgasse wurde am 1. Juni 2006 eingeweiht und erhielt den Namen Heinz-Brandt-Straße nach dem Widerstandskämpfer Heinz Brandt.